# Lachnopterus socius
Lachnopterus socius är en skalbaggsart som beskrevs av Charles Joseph Gahan 1891. Lachnopterus socius ingår i släktet Lachnopterus och familjen långhorningar.
Artens utbredningsområde är:
- Filippinerna.
- Taiwan.

Inga underarter finns listade i Catalogue of Life.